# Ernst Adam (Priester)
Ernst Adam (* 13. November 1884 in München; † 1955 ebenda) war ein deutscher römisch-katholischer Priester und  Geistlicher Rat. Bekannt wurde er durch die Gründung des Privatgymnasiums Ernst Adam (heute: Nymphenburger Schulen).

## Leben
Der einer schwäbisch-bayerischen Künstlerfamilie entstammende Ernst Adam war eines von zwölf Kindern des Pferdemalers Emil Adam. Zusammen mit seinen Geschwistern wuchs er in einem großen Stadthaus in München auf (heute: Winthir-Apotheke). Im häuslichen Umfeld wurde er im Spielen des Violoncellos unterrichtet.

## Ausbildung

### Schule
Im Stadtteil Neuhausen besuchte Ernst Adam von 1890 bis 1895 die Werktagsschule. Danach besuchte er das Königliche Luitpold-Gymnasium in München, bis ihm im Jahre 1898 ein schwerer Herzfehler einen weiteren Besuch unmöglich machte. Anschließend erfolgte eine Lehre als Bankkaufmann, die er zu einem Abschluss führte. Im Jahr 1907 legte er als Privatschüler am Luitpold-Gymnasium das Abitur ab.

### Studium
Er studierte Theologie in München, Freising und Innsbruck. Während seines dreijährigen Aufenthalts am Innsbrucker Jesuitenkonvikt lernte er Mitstudenten wie Edward Flanagan (Gründer der Boy’s Town in den USA) und Konrad Graf von Preysing (Bischof und Kardinal) kennen.

## Priesterleben
Die Priesterweihe empfing er am 29. Juni 1912. Danach wurde er Kaplan.

### Jugendarbeit
Ab 1915 war er Präses der katholischen Kaufmannsjugend „Hansa“. Da die Zahl der zu betreuenden Lehrlinge stetig wuchs, wurde eine Aufteilung der nunmehr 400 Jugendlichen und jungen Männer nötig. Es entstand eine Jugendabteilung sowie der erste katholische Jungmännerbund, der Jungmännerring, dessen Betreuung ab 1919 Rupert Mayer SJ übernehmen sollte, mit dem Ernst Adam weitere drei Jahre zusammenarbeitete. 1925 gründete Adam die „Höhere Handelsschule“, eine Schule, die nach dem Besuch einer achtjährigen Volksschule in drei Jahren zur Mittleren Reife führte. Ab 1930 betätigte sich Adam aus gesundheitlichen Gründen in Italien, ehe er 1935 nach München zurückkehrte, wo er mit Ordensschwestern das „Familienheim Leontine Adam für Schüler höherer Lehranstalten“ in Gern gründete. Am 8. Mai 1945 wurde der Unterricht auf Drängen der Besatzungsmächte eingestellt, jedoch im Februar 1946 nach Erteilung einer städtischen Genehmigung unter dem Namen Privatgymnasium Ernst Adam, München, Gern wieder aufgenommen.